# 超級瑪利歐激戰前鋒
《超级玛利欧激战前锋》是一款由Next Level Games公司制作、任天堂发行的体育游戏。本游戏最初于2005年11月18日在歐洲地区GameCube发行。
《超级玛利欧激战前锋》是一个五人对五人制足球游戏。
本游戏收到普遍正面评价。在日本地区，《Fami通》给予本游戏27/40的分数。

## 球隊
- 马力欧足球隊
- 路易吉足球隊
- 桃花公主足球隊
- 菊花公主足球隊
- 耀西足球隊
- 瓦力欧足球隊
- 瓦路易吉足球隊
- 森喜刚足球隊

## 場館
- 皇宮花園球場
- 中央管道球場
- 地下競技場
- 火山口球場
- 康加體育館
- 戰鬥圓頂球場
- 酷霸王體育場

## 遊戲模式

### 自由之戰
選擇一個隊長，一個側面踢手和一個體育場作為比賽的舞台。可以有1到4個玩家的競爭性比賽，也可以是1到4個VSCOM的合作性比賽。

### 杯賽
參加所有參賽球隊的聯賽的模式。首先，您只能選擇蘑菇杯，但每次滿足條件時，都可以使用更多的蘑菇杯。如果在每個杯子中都獲得了良好的效果，則將頒發獎杯並添加新的元素／模式。
- 蘑菇杯
- 花杯
- 星杯
- 酷霸王杯
- 超級蘑菇杯
- 超級花杯
- 超級巨星杯
- 超級酷霸王杯

### 自定義戰鬥
與「免費戰鬥」不同，此模式允許您自由設置和更改遊戲格式並玩遊戲。

## 外部連結
- 官方网站
- 超级玛利欧激战前锋影片 （页面存档备份，存于）